# Liolaemus zullyi
Liolaemus zullyi este o specie de șopârle din genul Liolaemus, familia Tropiduridae, descrisă de Cei 1996. Conform Catalogue of Life specia Liolaemus zullyi nu are subspecii cunoscute.